# Nguyễn Duy Phiên
Nguyễn Duy Phiên (1885-?) là một nhà khoa bảng Việt Nam, quê ở thôn Lý Hòa thuộc Hà Bạc, huyện Bố Trạch, phủ Quảng Trạch, tỉnh Quảng Bình (nay thuộc xã Lý Trạch, huyện Bố Trạch, tỉnh Quảng Bình). Ông là một trong những vị hoàng giáp cuối cùng của triều Nguyễn cũng như nền khoa bảng Việt Nam kéo dài gần 900 năm. Ông đỗ hoàng giáp năm 1907, khoa thi Nho học cuối cùng được tổ chức dười đời vua Thành Thái, năm cuối cùng mà Thành Thái trên ngai vàng trước khi bị người Pháp phế truất. Trước đó, ông đỗ Cử nhân năm Quý Mão 1903. Sự nghiệp của ông hiện chưa rõ ràng, chỉ biết ông từng làm chức Tá lý.